# 神风刀
《神风刀》（英語：The Youngster in Tang Dynasty），曾名《唐朝少年》，2018年中国大陆古装剧，故事背景为唐朝。导演王明军、崔俊杰，由秦俊杰、宋轶、楼佳悦、曹骏、尤浩然主演，关晓彤客串。2014年4月开机，7月杀青。2018年10月11日在越南首播，其後於同年12月27日爱奇艺首播。

## 剧情
该剧讲述唐朝唐玄宗时期5名少年流落长安，结为兄弟，闯荡西域的传奇人生。

## 演出
| 演员   | 角色     | 备注 |
| 秦俊杰 | 水哥     |      |
| 关晓彤 | 水莲     |      |
| 曹骏   | 铁哥     |      |
| 宋轶   | 王嫣     |      |
| 冉旭   | 银哥     |      |
| 高海诚 | 铜哥     |      |
| 王闯   | 金哥     |      |
| 尤浩然 | 阿卜都   |      |
| 楼佳悦 | 赛玛     |      |
| 许还山 | 一玄道长 | 客串 |
| 果静林 | 李白     | 客串 |
| 王砚辉 | 杜衡     | 客串 |
| 王大治 | 张果老   | 客串 |
| 罗京民 | 胡大叔   |      |
| 周知   |          | 客串 |

## 制作
杨争光是深圳市文联副主席，他曾是电影《双旗镇刀客》编剧、电视连续剧《水浒传》编剧之一、《激情燃烧的岁月》编剧。

## 外部連結
- 《神风刀》的新浪微博